# Lithoxus surinamensis
Lithoxus surinamensis är en fiskart som beskrevs av Marinus Boeseman 1982. Lithoxus surinamensis ingår i släktet Lithoxus och familjen Loricariidae. Inga underarter finns listade i Catalogue of Life.